# Napad na krajevne table
Pod nemškim, skoraj neprevedljivim nazivom Ortstafelsturm (dobesedno slovensko Napad na krajevne table) se označuje vrsta dogodkov, ki so se odvijali jeseni 1972 na južnem Koroškem v okviru dolgoletnega spora o dvojezičnih nemško-slovenskih napisih na krajevnih tablah. Dejansko je šlo za nasilno in protizakonito akcijo dela nemško govorečega prebivalstva Koroške, tekom katere so bile s strani nemško-nacionalistične množice odstranjene in uničene mnoge dvojezične krajevne table, ki jih je poprej v skladu z določili Avstrijske državne pogodbe zakonito postavila avstrijska Vlada.

## Pojem
Ni popolnoma jasno, kdo si je izmislil sam pojem 'Ortstafelsturm', vendar je očitno, da se je beseda v javnosti najbolj udomačila preko medijev, ki so o dogodkih leta 1972 poročali pod tovrstnimi naslovi. Obstajajo mnenja, da je sama skovanka obstajala že pred uporabo v medijih, torej že takrat, ko se je akcija odstranjevanja tabel šele skrivaj načrtovala med nemško-nacionalističnimi krogi na Koroškem. Indic za tako prepričanje bi lahko bil tudi medklic nekega anonimnega člana na letnem zasedanju  Koroške brambovske zveze  22. aprila 1972, torej še pred samim napadom na table: „Versuchen wir es noch einmal mit einer Unterschriftenaktion, und wenn das auch nichts hilft, dann: Volk steh auf - Sturm brich los.“ (slov.: 'Poskusimo še enkrat z zbiranjem podpisov - in če tudi to ne uspe, potem: naj vstane narod - začnimo z napadi.')

Mnogi zgodovinarji v zvezi z Ortstafelsturmom večkrat dokazujejo, da v tem primeru obstajajo vzporednice s klasičnimi pogromi in bi se za takratne dogodke lahko uporabili tudi težji izrazi. Kot navajata Martin Fritzl in Peter Gstettner  in kot jima pritrjujejo tudi nekateri drugi zgodovinarji, bi naj sam pojem Ortstafelsturm po njihovem mnenju deloval nekako pomanjševalno in blažilno in prikrival dejansko dogajanje, podobno kot naj bi pogrome judovskega prebivalstva v nacistični Nemčiji poskušala prikriti in omiliti nacistična propaganda pod pojmom »Reichskristallnacht«, Kristalna noč.

## Predhodni dogodki
Koroški Slovenci so od avstrijske vlade vse od sklenitve avstrijske državne pogodbe zahtevali izvršitev njenega člena 7.3 : uvedbo slovenščine kot drugega uradnega jezika in postavitev dvojezičnih krajevnih označb v narodnostno mešanih območjih s slovensko manjšino .
Leta 1970, ob 50-letnici koroškega plebiscita, je začelo ozračje okoli omenjene teme postajati napeto.
Ob proslavah obletnice je iz obeh strani, slovenske in nemške, prihajalo do močne propagande in raznih nelegalnih akcij v zvezi s krajevnimi napisi. Organizator same proslave obletnice je bil bivši visoki oficir SS, udeleženci proslave pa so pogosto nosili nacional-socialistična obeležja.
Opazni so bili transparenti z napisi, kot so : „Wir fordern Minderheitenfeststellung“ (Zahtevamo, da se ugotovi dejansko število pripadnikov manjšine), „Gleichberechtigung für die Mehrheit“ (Enakopravnost za večino) in „Toleranz ja – weitere Geschenke nein« (Strpnost da - nadaljnja darila ne).
Tovrstni dogodki so jezo koroških Slovencev le še podžgali, tako da je z njihove strani prišlo tekom leta 1971 do več akcij, kjer so s spreji na krajevne table dopisovali slovenska krajevna imena. V protiukrep se je nemško-nacionalistična stran znesla nad slovenskimi partizanskimi spomeniki. 
Tekom leta 1971 se je vlada premiera Kreiskyja odločila, da na podlagi ljudskega štetja iz leta 1961 postavi dvojezične krajevne table v vseh krajih, kjer so Slovenci predstavljali vsaj 20% prebivalstva. To je pomenilo 205 krajev v 36 občinah. 
Na to odločitev se je odzvala zveza Koroških brambovcev z izjavo da „po njihovem mnenju ni nobenega dvoma, da zakonsko predvidenih 205 krajev v 36 občinah ne more biti priznanih kot primernih za dvojezične napise, temveč lahko v poštev pride kvečjemu nekaj občin, ki so obstajale še pred spremembo občinskih meja v letu 1961: Sele, Blato, Bela, Globasnica,Bilčovs in Bistrica pri Pliberku.“ . Taka opredelitev pa vsekakor ni preprečila udeležencem Ortstafelsturma, da ne bi demontirali tudi tabel v vseh omenjenih občinah.
Spomladi 1972 je napetost dosegla vrhunec. Vedno več je bilo nelegalnega mazanja in grafitiranja krajevnih tabel in spomenikov, ulice so bile poplavljene z agitatorskimi letaki. Mediji so rovarili proti koroškemu deželnemu glavarju Simi, katerega načrt so poimenovali  „Simov skrivni načrt“, čeprav so od njegove javne objave v tisku minili že štirje meseci.  Tako ni moč potrditi kasnejših zatrjevanj nemško-nacionaističnih krogov, da je bila postavitev dvojezičnih tabel s strani deželne vlade skrbno prikrivana, nedemokratična in pol-legalna akcija.
Ob letnem zasedanju brambovske zveze 22. aprila je predsedujoči dejal : „Ponovno smo se znašli v središču obrambnega boja, čeprav tokrat le z duhovnimi orožji.“  Na te besede se je iz publike zaslišal že prej omenjeni medklic „Versuchen wir es noch einmal mit einer Unterschriftensammlung, und wenn auch das nicht hilft, dann: Volk steh´ auf – Sturm brich los“.
V nadaljevanju je prišlo do še več podobnih grozečih izjav. Časnik Koroške novice (Kärntner Nachrichten) je 18. marca pisal: “Če bodo v Šmohorju, Celovcu in Velikovcu postavljene slovenske krajevne table, bo to s strani večinskega prebivalstva sprejeto kot izziv. Za pričakovati je torej, da bo nezadovoljno prebivalstvo tovrstne table odstranilo (...) in ne bo izvedljivo, da bi pri vsaki slovenski krajevni tabli noč in dan postavili na stražo po enega žandarja“.
Razvidno je torej, da se je govorilo le o „slovenskih“, nikoli pa tudi o „dvojezičnih“ tablah, kar do neke mere osvetljuje enostransko mišljenje nemško govoreče večine na Koroškem na začetku 70-ih let. S tovrstnimi izjavami se je gotovo poskušalo zbuditi v prebivalstvu strah pred morebitno jugoslovansko aneksijo južne Koroške, po drugi strani pa sugerirati, da table pravzaprav ne predstavljajo nobenega pravnega in legitimnega simbola avstrijske države, temveč gre za nekaj popolnoma „slovenskega“ in tujega. 10. junija so Koroške novice ponovno dolivale olja na ogenj : 
„Pripravlja se načrtna izselitev vseh Nemcev iz narodnostno mešanega območja.“
Podobne neutemeljene izjave se pojavljajo še dolga leta kasneje, celo v 21. stoletju. Tako je denimo še leta 2001 Josef Feldner, predsednik Koroškega Heimatdiensta v neki oddaji ORF pojasnil: „Kakršnakoli dodatna občina z dvojezičnimi napisi predstavlja nadaljnji korak do slovenske Koroške in v tem ne smemo, niti ne bomo sodelovali na noben način.“ 

## Nemiri
20. in 21. september		
Postavljene so bile prve table. V noči, ki je sledila, so bile bodisi premazane, bodisi demontirane. Istočasno je prišlo tudi do prvih groženj z bombnimi napadi na zgradbo Koroške deželne vlade. V naslednjih 24 urah so bile table očiščene ali na novo postavljene. Prijeti so bili tudi prvi „mazači“. 
24. in 25. september
Akcije se nadaljujejo. Lokalni policisti dobijo okrepitve iz drugih avstrijskih zveznih dežel, vendar se postavljene krajevne table še naprej neovirano demontirajo. Pride do prvih groženj policiji v primeru, da bi le-ta še naprej delovala proti napadalcem. 
5. oktober
100 oseb se zbere v Škocjanu (St. Kanzian), nadaljnjih 90 oseb v 35 avtomobilih pa v Šentprimožu (St. Primus). 6. in 7. oktobra se dodatnih 120 ljudi v 42 avtomobilih vozi po vsej južni Koroški in demolira krajevne table. 
Glavni napad:
9. oktober
Na predvečer 52. obletnice koroškega plebiscita se neposredno po proslavi zbere množica oseb in začne s splošno demontažo. 
200 voznikov avtomobilov štarta iz Borovelj v Rožni dolini.Med  Kotmaro vasjo in Bilčovsom se oblikuje še ena kolona 100 avtomobilov, okoli 22:30 se obe koloni srečata. Del kolone pelje pred stavbo deželne vlade, kjer odvržejo vse odstranjene table, neki Heimatdienstov funkcionar pa razglasi: „Meine Herren, unsere Aufgabe ist damit erfüllt; Ich danke Ihnen, die daran teilgenommen haben, nochmals.“ (Gospodje, naša naloga je tako izpolnjena; še enkrat se zahvaljujem vam, ki ste se je udeležili.)
Okoli 100 oseb se nato zapelje še do stanovanja deželnega glavarja Sime, tam pa do 2. ure zjutraj prepevajo nemške koroške domovinske pesmi. 
Tudi v Šmarjeti (St. Margharethen), kjer se zbere 120 oseb, in  Velikovcu (100 avtomobilov) pride v isti noči do nemirov. 10. oktobra zjutraj na Koroškem ne stoji več nobena dvojezična tabla. 
14. oktober	
Cestna služba demontirane table ponovno postavi. 
25. oktober
V večernih urah se v Škocjanu formira kolona 150 avtomobilov s 300 osebami, demontaža se nadaljuje. Policija identificira škocjanskega župana Vitusa Jesseja (SPÖ) kot vodjo akcije. 
Do konca leta je prišlo do še več podobnih akcij. Vse ponovno postavljene krajevne table so manjše skupine aktivistov demontirale večinoma že naslednjo noč. Akcije so se prenehale šele, ko so bile s strani deželne vlade oblikovane komisije, katere naj bi konflikt razrešile na pogajalski ravni.  Avstrijski politiki so bili primorani na kakršenkoli način zaustaviti demontaže, saj je zanimanje za konflikt, predvsem s strani jugoslovanske vlade, iz dneva v dan naraščalo - zato so bili pripravljeni celo sklepati kompromise z odstranjevalci tabel. Tudi mnogi evropski mediji so se posvečali zgrešeni manjšinski politiki na Koroškem. Prvič za časa avstrijske 2. republike se je zgodilo, da nekega zakona zaradi pritiska javnosti, zaradi protestov in nemirov ni bilo možno implementirati.

## Organizacija
Največja še nepojasnjena kontroverza ob dejstvu, da, - kot je zadevo formuliral Peter Gstettner - , neki avstrijski zakon ni mogel biti implementiran, „ker se je neka neznatna manjšina netolerantnih šovinistov uprla izvršilni oblasti z nasilnimi in kaznivimi dejanji“   , je vprašanje, če je sploh možno identificirati organizatorja dogodkov. Za Gstettnerja ni dvoma, da je moral obstajati glavni organizator in njegovi lokalni delegati, vendar, verjetno iz pravnih razlogov, za glavnega organizatorja direktno ne navaja Koroškega Heimatdiensta. V vsakem primeru pa je jasno, da so bili v samem Ortstafelsturm-u udeleženi tako člani kot simpatizerji KHD. Po opažanjih iz takratnega tiska je namreč možno mnoge udeležence identificirati kot člane KHD in/ali njemu sorodnih organizacij.  
Čeprav je torej možno govoriti o namensko organizirani strukturi Ortstafelsturm-a, le-ta še ni pojasnjena in se kaže kot izredno skrivnostna. Vloga Koroškega Heimatdiensta v organizaciji dogodka je pogosto predmet razprave, vendar je zaenkrat še ni uspelo dokazati.

## Teror ali ljudska jeza
Drugo največje vprašanje je, ali je šlo pri Ortstafelsturm-u za načrtovano teroristično akcijo, ali pa morda za ljudski upor proti nedemokratičnemu diktatu iz Dunaja.
Mit o spontani ljudski vstaji so izdelali in promovirali predvsem mediji. Kleine Zeitung je na primer pisal: „Treba pa je povedati, da so bile žrtve nasilja izključno krajevne table.“ Tudi Andreas Mölzer je leta 1990 zatrjeval, da med Ortstafelsturmom sploh ni prišlo do nikakršnih nemirov. Tovrstne izjave blažijo ostrost in pripravljenost na nasilje, s katero so nastopili napadalci leta 1972. Popolnoma drugo sliko kažejo policijska poročila tistega časa: poleg zgoraj že omenjenih groženj z bombami, so bili poškodovani ali uničeni tudi partizanski spomeniki, policisti so bili večkrat fizično napadeni, deželnemu glavarju Simi so neznanci preluknjali gume na avtomobilu. Poročalo se je celo o „neki kmečki ženski, ki so ji v noči na 10. oktober v hlevu obesili konja.“

## Ortstafelsturm danes
Več kot 30 let po originalnem Ortstafelsturm-u in več kot 50 let po podpisu avstrijske državne pogodbe se dandanes koroški Slovenci še vedno borijo za pravico do dvojezičnih napisov. Glavni protagonist nasprotovanja postavitvi dvojezičnih tabel je bil nedavno preminuli koroški deželni glavar  Jörg Haider.
Zanimivo pa je, da se eden od aktivnih udeležencev takratnih dogodkov in današnji predsednik koroškega Heimatdiensta, Josef Feldner, vsaj v javnosti strinja, da bi bilo potrebno dvojezične krajevne table postaviti že zdavnaj. O svoji vlogi v dogodkih leta 1972 pove: »Menili smo, da se na ta način civilno, kot državljani, borimo zoper nepravični zakon. Danes vem, da nismo imeli prav.« 